# 최낙윤
최낙윤(崔洛允, 1984년 1월 27일~)은 한국의 남자 성우이다. 2008년 대원방송 성우극회 공채 1기로 입사하였다.

## 출연작품

### 애니메이션
- 《웰컴 투 동물농장》 (대원방송) - 덤스터
- 《무무와 푸푸》 (KBS)
- 《우당탕탕 잉양요2》 (대원방송) - 로저
- 《판도라 하츠》 (대원방송) - 루퍼스 바르마, 자이 베델리우스
- 《갓슈벨Final》 - 로듀, 파우드
- 《매직하트원정대》 - 롱윈드
- 《소울이터》 - 데스사이드 악마
- 《절대가련 칠드런》
- 《흑집사》 - 세바스찬 미카엘리스
  - 《흑집사 스페셜》 - 세바스찬
- 《디지몬 세이버즈》 - 최영재, 지오그레이몬
- 《디지몬 크로스워즈》- 워그레이몬, 샤인그레이몬
- 《유유백서》 - 뇌선
- 《유희왕 5D's》 - 디마크,호세
- 《이누야샤 완결편》 - 나락
- 《Yes! 프리큐어5》 - 가마구리
- 《Yes! 프리큐어5 GoGo!》 - 네바타코스
- 《못말리는 3공주》
- 《도라에몽》 - 만퉁퉁 (퉁퉁이) (구 도라에몽 19기 이후, 신 도라에몽 8기 이후)
- 《도라에몽 극장판》
- 《도라에몽 극장판 - 2112년 도라에몽의 탄생》(챔프) - 마이더스
- 《극장판 도라에몽: 진구와 날개의 용사들》(챔프) - 호우박사
- 《극장판 도라에몽: 진구의 그림이야기》(챔프) - 만퉁퉁
- 《울트라맨 가이아》 - 내레이터/타바타
- 《완소! 퍼펙트 반장》 - 마미야 아빠
  - 《미라클체인지 퍼펙트반장》 - 지용
- 《가면라이더 빌드》 - 정무열(나이트 로그, 가면라이더 로그)
- 《서몬마스터즈 블루드래곤》 - 블루드래곤
  - 《블루 드래곤 : 천계의 7룡》 - 블루드래곤
- 《짜장소녀 뿌까》(챔프) - 데스티니, 산타
- 《짱구는 못말려 극장판: 태풍을 부르는 노래하는 엉덩이 폭탄!》(챔프)
- 《짱구는 못말려 극장판: 태풍을 부르는 나와 우주의 프린세스》 - 천뚱보
- 《짱구는 못말려 극장판: 나의 이사 이야기 선인장 대습격》 - 거비마나
- 《강철의 연금술사 BROTHERHOOD》 (애니박스) - 하이만스 브레다, 로어, 글랜
- 《SD건담 삼국전》 - 동탁 자쿠/장비 건담
- 《후레쉬 프리큐어》 - 울어울어
- 《가면라이더 디케이드》 - 카이저/상사/할아범/십면귀
- 《페어리 테일》 - 엘프먼 스트라우스
- 《소년탐정 김전일 Original》 (애니박스) - 이츠키 요스케
- 《프리큐어 Splash Star》
- 《가면라이더 더블》 - 유시연
- 《마루코는 아홉살》 (애니맥스) - 강초, 쥰, 보보, 나카노 할아버지, 단역
- 《투 러브 트러블》 (애니박스) - 교장
- 《신령사냥》 (애니박스) - 모토이
- 《몬스터 버스터 클럽》 (애니박스) - 로이
- 《와글와글 붕붕 삼총사》 (애니박스) - 로치
- 《어떤 과학의 초전자포》 (애니맥스) - 츠기오
- 《쿵푸팬더 전설의 마스터》 (니켈로디언)
- 《슬램덩크 극장판》 (애니박스) - 안 감독
  - 《더 퍼스트 슬램덩크》 - 채치수
- 레전드 블레이드킹 (재능TV) - 동기호
- 《빠뿌야 놀자》 (KBS) -  토미
- 《포켓몬스터 XY&Z》 (투니버스)
- 《달의 요정 세일러문》 (챔프) - 쿤차이트
- 《하트캐치 프리큐어》 (챔프) - 반성준 / 농부(윤지의 아버지)
- 《명탐정 코난》 (애니맥스) - 검은 옷2
- 《뽀로로 극장판 슈퍼썰매 대모험》 (MOVIE) - 닌자A
- 《울트라 키즈짱》 (챔프) - 사우르
- 《오즈의 마법사》 (애니박스) - 마법사 / 목마 / 해설자
- 《폭풍우 치는 밤에 Secret Friends》 (애니맥스) - 부치
- 《헌터X헌터 리메이크》 (애니맥스) - 라타자 / 지스퍼
- 《드래곤볼 극장판 신룡의 전설》 (애니박스) - 신룡
- 《베르세르크 극장판》 (애니박스) - 바르소 / 율리우스
- 《포요포요 관찰일기》 (재능TV) - 김만석 / 최두식 / 할머니
- 《바쿠만》 (챔프) - 미우라
- 《기동전사 건담 AGE》 (챔프TV) - 그로덱
- 《스파이크》 - 비토
- 《썬더일레븐 갤럭시》 (재능tv) - 마철진 / 오즈록 / 포토무리
- 《원피스 Original 14기 마린포드 편》 - 리틀 오즈
- 《원피스 원피스 New 조 편》 - 네코마무시 나리
- 원피스 원피스 홀케이크 아일랜드 Part2 편 - 몰리
- 《터닝메카드 W》(KBS) - 고브, 켄타
- 《터닝메카드 W: 반다인의 비밀》(투니버스) - 고브, 켄타, 현무
- 《꼬마농부 라비》 (KBS) - 바론/부
- 《좀비덤》 (KBS) - 미라
- 《미스테리야》 (EBS) - 쉑
- 《괴도 조커》 (카툰네트워크) - 미니미니 왕
- 《캐치! 티니핑》(KBS) - 하트킹, 무거핑
  - 《사랑의 하츄핑》 - 하트킹, 몬스터트러핑
- 《신비아파트 고스트볼Z》(투니버스) - 사림귀
- 《도깨비언덕에 왜 왔니?》(투니버스) - 쿠도
- 《SPY×FAMILY》 (애니플러스) - 에드거
- 《차징 탑스피너》 (MBC) - 첸의 아버지
- 《포켓몬스터: 리코와 로드의 모험》 (투니버스) - 기베온
- 《엘리오》 - 그라이곤 군주

### 특촬물
- 《파워레인저 엔진포스》 - 엔진 캐리게이터 / 소각 반기
- 《파워레인저 정글포스》 - 태우(정글 블랙) (사카이 카즈요시)
- 《파워레인저 미라클포스》 - 내레이션 / 마스터 헤더 / 미라클리더
- 《파워레인저 젠카이저》 - 깨부스터, 문어 아저씨

### 영화
- 《주토피아》 - 피닉/맥혼
- 《극장판 도라에몽: 신 진구의 버스 오브 재팬》 - 만퉁퉁
- 《극장판 어드벤처 타임: 비밀의 아일랜드》 - 마틴
- 《슈퍼 빼꼼: 스파이 대작전》 - 화이트 / 국방부 장관
- 《마징가 Z: 인피니티》 - 대장
- 《해적왕 작스톰》 - 스컬리버 / 크로거
- 《극장판 도라에몽: 진구의 보물섬》 - 만퉁퉁
- 포켓몬스터 성도지방 이야기최종장  - 잠만보

### 게임
- 그랜드체이스 for kakao
- 디아블로 2 - 디아블로
- 디아블로 3 - 수집가 비다르, 디아블로 (여민정과 섞임)
- 도타2 - 허스카
- 리그 오브 레전드 - 마스터 이, 베이가, 코그모, 트위스티드 페이트
- 라임오딧세이 : 모험의 시작 NPC 남 성우(박서진 성우랑 같이 사용)
- 엘소드 - 스카
- 던전앤파이터 - 인류 베신자 핀베르, 초합금의 슈퍼 에일로이, 자력의 마그네틱, 페럴 웨이, 허무의 퍼만
- 월드 오브 워크래프트 - 폭풍소환사 브룬디르, 할푸스 웜브레이커, 백호 쉬엔
- 블랙서바이벌 - 로살리오, JP, 자히르, 매그너스, 아이솔
- 소울워커 - 케인바렐
- 삼국블레이드 - 장각
- 섀도우버스 - 유라아스 폴몬드
- 커츠펠
- 마피아42 - 의사, 짐승인간
- 슈퍼 마리오브라더스 원더